# Río Levisa Fork
El río Levisa Fork es un afluente del río Big Sandy, de 264 km de longitud, ubicado en Estados Unidos, en el suroeste de Virginia y el este de Kentucky.
Nace en las montañas Apalaches en el suroeste de Virginia, al este de condado de Buchanan (Virginia), cerca de Grundy (Virginia). Sigue su curso en dirección oeste dentro del condado de Pike (Kentucky),  continúa al noroeste pasando Pikeville (Kentucky) y Prestonsburg (Kentucky).  En Paintsville (Kentucky) gira al nornoreste, atravesando los condados Johnson y Lawrence. Desemboca en el río Tug Fork desde el suroeste en Louisa (Kentucky) en el límite estatal con Virginia Occidental para formar el Big Sandy.
El río es parcialmente navegable para fines comerciales a través de una serie de esclusas. A principios del siglo XX solo era navegable hasta Pikeville.

## Origen del nombre
Su nombre oficial es Levisa Fork, de acuerdo al USGS, que también menciona otros nombres como río Louisa, Louisa Fork, Lavisa Fork, West Fork, río Levisa Fork y Levisa Fork del río Big Sandy. De acuerdo a Robert F. Collins, del Servicio Forestal de los Estados Unidos, el explorador Thomas Walker le dio el nombre de río Louisa al cercano río Kentucky, en homenaje a la princesa Luisa de Gran Bretaña, hermana del duque de Cumberland (Walker había bautizado al río Cumberland uno o dos meses antes). De acuerdo a George Rippey Stewart, los pioneros de la frontera «olvidaron» el origen del nombre y con el tiempo este se modificó a Levisa.